# Rivière Achwa
La rivière Achwa est une rivière située en Ouganda. Elle traverse la partie centrale du nord du pays, drainant une grande partie du plateau nord de l'Ouganda et des hauts plateaux du nord-est, avant de traverser la frontière avec le Soudan du Sud où elle rejoint le Nil blanc. Au Soudan du Sud, elle est connue sous le nom de rivière Aswa.